# 赫勒烏切什蒂鄉
47°06′N 26°48′E / 47.100°N 26.800°E
赫勒烏切什蒂鄉（羅馬尼亞語：Comuna Hălăucești, Iași），是羅馬尼亞的鄉份，位於該國東北部，由雅西縣負責管轄，面積48平方公里，海拔高度252米，2007年人口5,829，人口密度每平方公里123人。